# Greenfield (Missouri)
Greenfield – miasto w Stanach Zjednoczonych, w stanie Missouri, siedziba administracyjna hrabstwa Dade.